# Commelina barbata
Commelina barbata är en himmelsblomsväxtart som beskrevs av Jean-Baptiste de Lamarck. Commelina barbata ingår i släktet himmelsblommor, och familjen himmelsblomsväxter. Inga underarter finns listade.